# Arturo Mora
Pour les articles homonymes, voir Mora.
Mora  Ortiz est un nom espagnol. Le premier nom de famille, en général paternel, est Mora ; le second, en général maternel, souvent omis, est Ortiz.
Arturo Mora Ortiz (né le 24 mars 1987 à Fuente el Fresno ) est un coureur cycliste espagnol.

## Palmarès et classements mondiaux

### Palmarès
- 2003
  -  Champion d'Espagne sur route cadets
- 2005
  -  Champion d'Espagne sur route juniors
- 2007
  - Tour de Palencia :
    - Classement général
    - 3e étape

  - 2e de l'Antzuola Saria
- 2008
  - Champion de Cantabrie sur route
  - Tour de Palencia :
    - Classement général
    - 5e étape
- 2009
  - 3e étape du Tour de Galice
  - Mémorial Rodríguez Inguanzo
  - 2e de la Cursa Ciclista del Llobregat
  - 3e du Tour de la Bidassoa
  - 3e du championnat d'Espagne du contre-la-montre espoirs
- 2010
  - 1re étape du Tour de León
- 2012
  - 3e du Tour de Ségovie

### Classements mondiaux
| Année           | 2010 | 2011 |
| --------------- | ---- | ---- |
| UCI Europe Tour | 667e | 985e |
| UCI Asia Tour   | 283e |      |